# Arthroleptides yakusini
Arthroleptides yakusini és una espècie de granota de la família dels petropedètids.

## Reproducció
Pon els ous a les roques sobre les que goteja l'aigua, a prop de rierols i cascades. Les larves romanen adherides a les roques on es desenvolupen.

## Hàbitat
Viu en rierols de fons rocallós dels boscos de muntanya. Quan no és la temporada de cria, els adults es poden trobar al terra del bosc, en caus i en les escletxes de les roques.

## Distribució geogràfica
Es troba a Tanzània.

## Estat de conservació
Es veu afectada per la degradació dels boscos, la sedimentació dels rierols i la quitridiomicosi.